# Koga Kazunari
Kazunari Koga (sinh ngày 17 tháng 4 năm 1972) là một cầu thủ bóng đá người Nhật Bản.

## Sự nghiệp câu lạc bộ
Kazunari Koga đã từng chơi cho Cerezo Osaka.

## Thống kê câu lạc bộ

### J.League
| Đội          | Năm       | J.League | J.League       | J.League Cup | J.League Cup | Tổng cộng | Tổng cộng |
| Đội          | Năm       | Trận     | Bàn            | Trận         | Bàn          | Trận      | Bàn       |
| ------------ | --------- | -------- | -------------- | ------------ | ------------ | --------- | --------- |
| Cerezo Osaka | 1995      | 6        | colspan="2"\|- | 6            | 0            |           |           |
| Cerezo Osaka | 1996      | 23       | 1              | 5            | 0            | 28        | 1         |
| Cerezo Osaka | 1997      | 11       | 0              | 6            | 0            | 17        | 0         |
| Cerezo Osaka | 1998      | 1        | 0              | 1            | 0            | 2         | 0         |
| Cerezo Osaka | 1999      | 0        | 0              | 0            | 0            | 0         | 0         |
| Tổng cộng    | Tổng cộng | 41       | 1              | 12           | 0            | 53        | 1         |